# Arty McGlynn
Arty McGlynn (7 août 1944 - 18 décembre 2019) est un guitariste traditionnel irlandais se produisant en solo et ayant collaboré avec des groupes tels que Patrick Street, Planxty, De Dannan ou celui de Van Morrison.

## Biographie
Arty McGlynn naît à Omagh (comté de Tyrone) dans une famille de musiciens traditionnels, son père jouant de l'accordéon et sa mère du fiddle.
Il obtient sa première guitare à l'âge de onze ans, et à quinze ans, il en joue à un niveau professionnel.
À la fin des années 60, il entreprend des tournées dans tout le Royaume-Uni et aux États-Unis. Quelques années plus tard, il se recentre sur la musique irlandaise et en 1979, il publie son premier album solo McGlynn's Fancy, dans un style tout à fait traditionnel.
Sa carrière se déroule désormais dans ce contexte traditionnel et il se produit avec des musiciens ou des groupes tels que Christy Moore, Paul Brady, Dónal Lunny, Liam O'Flynn, Planxty, Patrick Street, De Dannan et le Van Morrison Band.
En 1989, il enregistre un album avec sa femme Nollaig Casey au fiddle, Lead the Knave, qui rencontre un réel succès auprès de la critique. En 1990, il reçoit du Belfast Telegraph, une récompense pour son œuvre dans le domaine de la musique folk.
L'album Barking Mad du groupe Four Men and a Dog qu'il produit, reçoit le titre d'album folk de l'année par le Folk Roots Magazine.
Arty McGlynn compose également de la musique pour des documentaires télévisuels, ainsi que pour des films tels que Hear My Song (1991) et Moondance(1995).
En 1995, il publie un second album avec sa femme, Causeway, qui rencontre à son tour un franc succès.

## Discographie
Albums solo
- McGlynn's Fancy (1979) ;
- Celtic Airs (2000).

Avec Nollaig Casey
- Lead the Knave (1989) ;
- Causeway (1995) ;
- The music of what happened (2004) ;
- Traditional Irish Jigs, Reels and Airs (2005).

Avec Liam O'Flynn
- Out To An Other Side (1993) ;
- The Given Note (1995) ;
- The Piper's Call (1999).

Avec Frankie Gavin (en)
- Irlande (1994).

Avec Alan Kelly
- Mosaic (2001).

Avec Van Morrison
- Inarticulate Speech of the Heart (1983) ;
- Avalon Sunset (1989) ;
- Days Like This (1995).

 Avec Enya 
- The Celts (1986).

 Avec Paddy Keenan 
- Poirt an Phiobaire (1983).